# Agrotis clausa
Agrotis clausa là một loài bướm đêm trong họ Noctuidae.